# Vinska Gora
Vinska Gora este o localitate din comuna Velenje, Slovenia, cu o populație de 361 de locuitori.